# Jan Schimser

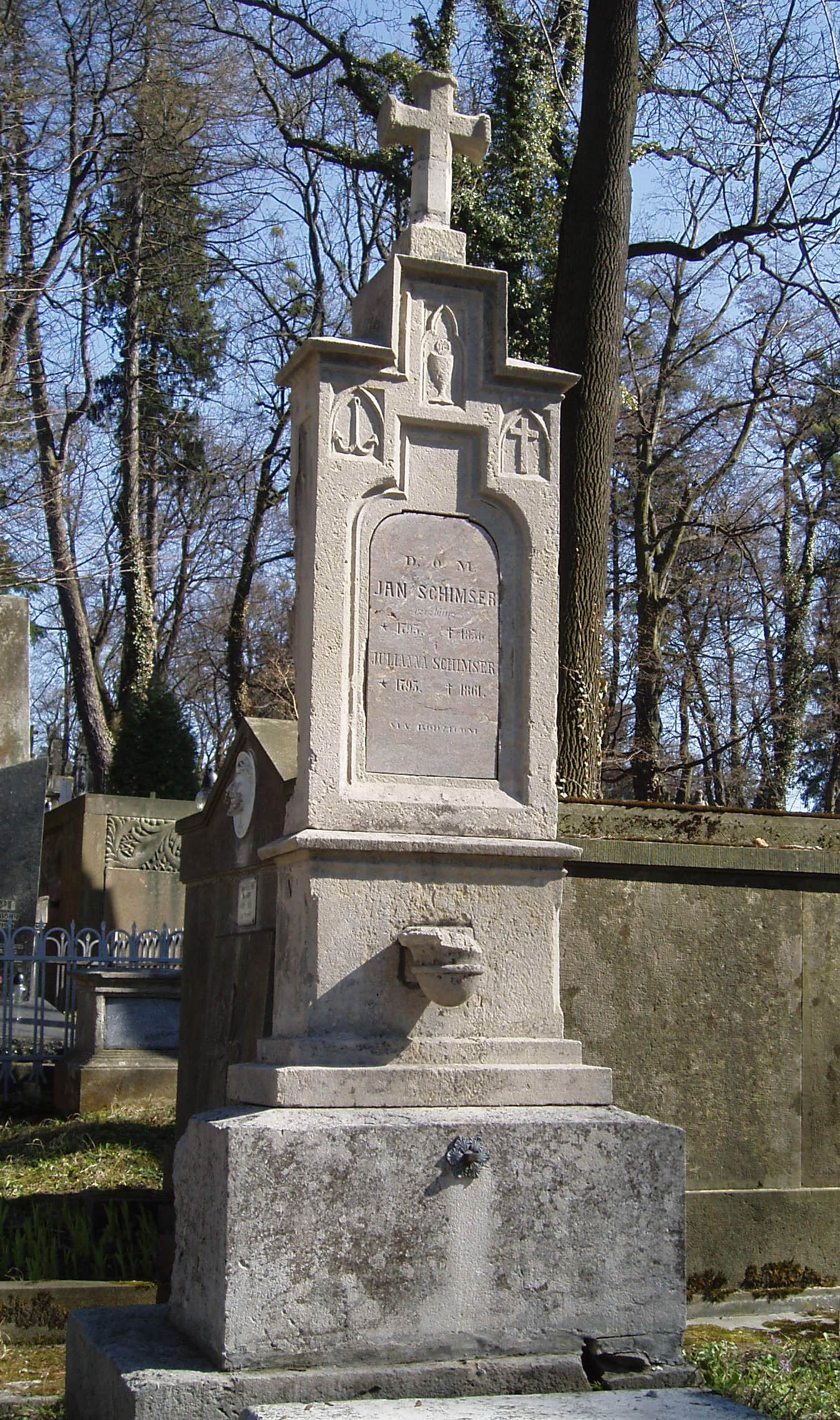
Grobowiec Jana Schimsera ma Cmentarzu Łyczakowskim

Jan Baptysta Schimser (ur. 30 marca 1793 w Wiedniu, zm. 11 lipca 1856 we Lwowie) – austriacki rzeźbiarz, od 1826 związany ze Lwowem.

## Życiorys
Początkowo pobierał naukę rzeźbiarstwa u ojca, a od 1810 do 1818 studiował w wiedeńskiej Akademii Sztuk Pięknych. Po otrzymaniu dyplomu podróżował po Europie, odwiedził m.in. Węgry, Rumunię, Mołdawię i Królestwo Polskie. W 1826 zamieszkał we Lwowie, gdzie żył jego brat Anton. Uległ szybkiej polonizacji, od ślubu z Julianną z Michalskich używał imienia Jan. Para miała cztery córki i dwóch synów, starszy Jan zginął w nurtach Bystrzycy pod Stanisławowem 12 sierpnia 1843 mając jedynie dwadzieścia trzy lata. Młodszy Leopold (1833-1888) początkowo kontynuował tradycje rodzinne, a następnie był właścicielem firmy kamieniarskiej. Jan Schimser tworzył współpracował z wieloma architektami, jego rzeźby dekorowały elewacje licznych obiektów. Ponadto zajmował się rzeźbą nagrobną, jego prace znajdują się na Cmentarzu Łyczakowskim we Lwowie oraz nekropoliach w Tarnopolu i Stanisławowie.

## Twórczość

### Wystroje rzeźbiarskie kamienic
- Płaskorzeźby na kamienicy przy ulicy Ormiańskiej 8;
- Rzeźby i płaskorzeźby o tematyce mitologicznej na elewacji kamienicy Pillerów, przebudowanej w 1839 według projektu Franciszka Tomka, ulica Wołodymira Winniczenki 3 (Stefana Czarnieckiego);
- Empirowe płaskorzeźby na kamienicy z 1830 według projektu Franciszka Baumana (lub Ignaca Chambreza) przy ulicy Kniazia Romana 24 (Stefana Batorego);
- Dekoracja fasady i wnętrz Pałacu Baworowskich z 1830 przy ulicy Bibliotecznej 2 (Baworowskich);
- Rzeźby na przebudowanym w 1843 według Wilhelma Schmidta pałacyku Zamoyskich przy ulicy Zielonej 24 (są one przypisywane Janowi Schimserowi).

### Nagrobki na Cmentarzu Łyczakowskim
- Grób Mathiasa Bauera, radnego i obywatela miasta Lwowa, który zmarł w 1835. Rzeźba przedstawia grupę postaci z umieszczoną w centrum kobietą w żałobie, obok znajduje się postać modlącego się chłopca i młodzieńca w szacie antycznej;
- Grób Michała Szoka (1793-1840), pomnik zdobi postać Michała Archanioła w zbroi z mieczem i tarczą, który depczącze ludzką postać z gadzin ogonem, po bokach dwa klęczące aniołki;
- Grób Karoliny Manugiewicz (1803-1854), na kamiennym cokole cztery złamane kolumny jońskie, pomiędzy nimi stojąca postać młodej kobiety w żałobnym welonie na głowie, wyraźnie wyrzeźbione łzy na twarzy;
- Grób Agathy z Fiałkowskich Stranskiey (1777-1837), rzeźba przedstawia postać Chrystusa upadającego pod krzyżem;
- Grób polskich Ormian - Józefa Abgaro-Abgarowicza (1786-1851) i Franciszka Ksawerego Jaegermanna (1812-1864), na pomniku rzeźba Chrystusa upadającego pod krzyżem;
- Grób aptekarza Wincentego Ziętkiewicza (1775-1836), na pomniku figura kobiety w antycznych szatach, która obejmuje podstawę kamiennego krzyża;
- Grób radcy Magistratu Eugeniusza Krawczykiewicza (1800-1841), na którym umieszczono postać Matki Boskiej depczącej węża;
- Grób kanonika kapituły lwowskiej i proboszcza parafii św. Antoniego Aleksandra Kuderkiewicza, zwieńczony postacią Matki Boskiej depczącej węża;
- Grób Justiana Tchórzewskiego (1820-1823) ozdobiony rzeźbą chłopczyka wznoszącego ręce do nieba, w tle płaskorzeźba przedstawiająca zrozpaczonych rodziców;
- Grób rodzinny Chwalibogów, a na nim płaskorzeźba przedstawiająca młodzieńca w antycznym stroju i wychodzące mu naprzeciw trzy gracje trzymające w rękach krzyż, kotwicę i gorejące serce;
- Sarkofag Jakuba Lewakowskiego (1759-1839) z płaskorzeźbą przedstawiającą leżącego na marach mężczyznę, siedzącą obok niego kobietę z opuszczoną głową i klęczącą dziewczynę;
- Stella nagrobna Emanuela Ilskiego (1809-1833) z wizerunkiem młodej kobiety opierającej głowę o kolumnę na której stoi urna;
- Grób Karla von Russeckiego (1773-1837) z medalionem przedstawiającym zmarłego, który otacza wężowa pętla;
- Grób Freiedrich von Ruff zmarłego w 1848, z płaskorzeźbą pelikana na gnieździe z czterema pisklętami, ptak rozrywa sobie dziobem pierś;
- Grób hrabiny Lewickiej zmarłej w 1837, który również zawiera płaskorzeźbę pelikana z podobnym motywem;
- Pomnik Ernesta Kossa, który zmarł w 1826 zdobią postacie dwóch kobiet opłakujących zmarłego, które klęczą przed nagrobną stellą;

### Inne
- Pomnik Jana Nepomucena w Bratysławie.